# Myriam Arévalos
Myriam Carolina Arévalos Villalba (sinh ngày 5 tháng 4 năm 1993) là một người mẫu và thí sinh cuộc thi sắc đẹp người Paraguay. Cô giành chiến thắng và  được trao vương miện Hoa hậu Mundo Paraguay tại cuộc thi Nuestra Belleza Paraguay 2014, đồng thời cũng giành quyền đại diện cho đất nước tham gia cuộc thi Hoa hậu Thế giới 2014 được tổ chức tại London. Cô cũng là thí sinh đại diện cho Paraguay tham gia cuộc thi Hoa hậu Hoàn vũ 2015 được tổ chức tại Las Vegas.

## Cuộc sống cá nhân
Myriam là một người mẫu Paraguay. Cô có bằng về Quan hệ Quốc tế và làm việc với các tổ chức phi chính phủ như TECHO. Trước khi lên ngôi Hoa hậu Paraguay, cô đã giành chiến thắng tại các cuộc thi như Reina de Turismo Paraguay 2012, vốn cho cô cơ hội đại diện cho Paraguay tại cuộc thi Hoa hậu Turismo Universo 2014 tổ chức tại Ecuador và giành danh hiệu Hoa hậu Du lịch Hoàn vũ năm 2014.

## Nuestra Belleza Paraguay 2014
Tại Nuestra Belleza Paraguay 2014, Myriam được xếp hạng nhì và được tự động tuyên bố là Hoa hậu Thế giới Paraguay 2014 (Hoa hậu Mundo Paraguay 2014) và đại diện cho Paraguay tại Hoa hậu Thế giới 2014 được tổ chức tại London, Anh nhưng ra về mà không được xếp hạng.

## Hoa hậu Liên Châu lục 2015
Cô đại diện cho đất nước tham gia cuộc thi Hoa hậu Liên Châu lục 2015. Cô kết thúc cuộc thi với vị trí Á hậu 1.

## Nuestra Belleza Paraguay 2015
Arévalos thắng giải Hoa hậu Tierra Paraguay 2015 (Hoa hậu Trái Đất Paraguay) trong cuộc thi Nuestra Belleza Paraguay 2015 và là đại diện cho Paraguay trong cuộc thi Hoa hậu Trái Đất 2015. Vào đầu tháng 11, người chiến thắng đầu tiên của Nuestra Belleza Paraguay 2015, Laura Garcete bị truất ngôi vị người chiến thắng do mang thai. Myriam được chỉ định bởi Tổ chức Nuestra Belleza Paraguay để thi đấu tại cuộc thi Hoa hậu Hoàn vũ 2015 được tổ chức tại Las Vegas vào ngày 20 tháng 12 năm 2015. Cô không được xếp hạng trong cuộc thi này.